# 円興寺
円興寺（えんこうじ）は、岐阜県大垣市にある天台宗の寺院である。山号は篠尾山。本尊は木造聖観音菩薩立像（国の重要文化財）。西美濃三十三霊場第三十二札場。
かつては山頂に存在していた。旧円興寺跡地には礎石が残り、源朝長の墓、源義朝、源義平の供養塔などが残る。現在の円興寺には源朝長の位牌や関わる遺品がある。

## 沿革
寺伝によれば、790年（延暦9年）、美濃国不破郡青墓（現大垣市青墓町）の大炊氏に懇願され、最澄が開山したという。
1574年（天正2年）、織田信長により焼き討ちにあい、全てを焼失する。この際本尊が勝手に動き、石の上へ難を逃れたという。このことから、本尊を石上観音と呼ぶ。
1658年（万治元年）に再興され、現在地へ移転する。

## 文化財

### 重要文化財（国指定）
- 木造聖観音立像[1] - 像高140.7cm。平安時代中期。カヤ材の一木造。寺伝では最澄作とされ、後に空海が一寸八分の黄金仏を刻み本像の頭上に安置したというが、実際の作者は不明である。

### 大垣市指定史跡
- 源朝長の墓[2]

## 所在地
- 岐阜県大垣市青墓町880

## 交通アクセス
- 東海道本線（美濃赤坂線）美濃赤坂駅より約3km。
- 東海道本線、養老鉄道養老線大垣駅（大垣駅前バスのりば）1番のりば
  - 名阪近鉄バス「赤坂総合センター」行き終点より約2km。
  - 名阪近鉄バス「池田温泉」行き終点より約3km。

## その他

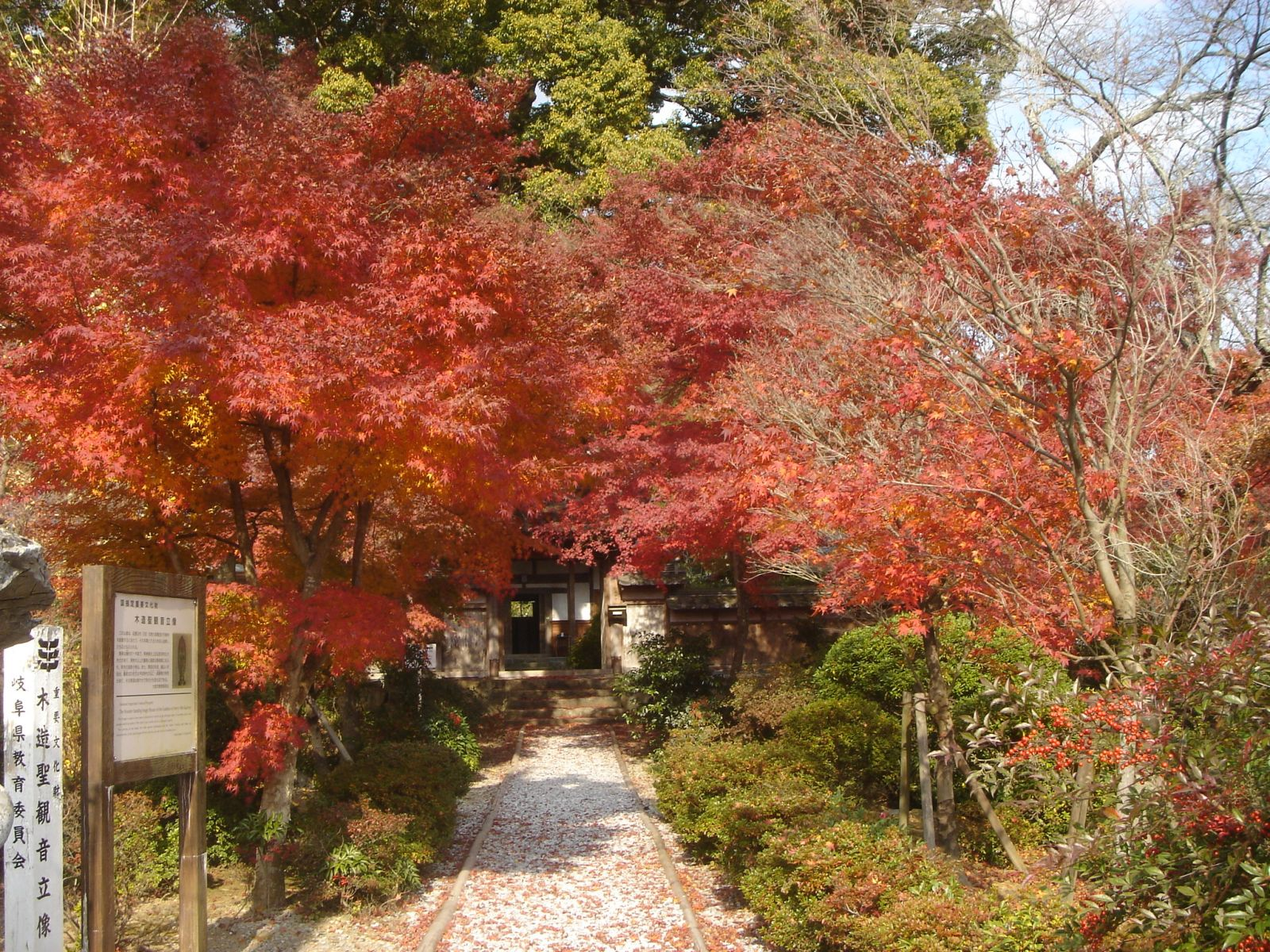
2007年撮影

境内は紅葉の名所であり、飛騨・美濃紅葉三十三選に選定されている。